# Uraš
Uraš (Urash) ili Uras je božica iz sumerske mitologije. Ona je žena Anua, i s njim je majka božice Ninsune, a preko nje je baka heroja Gilgameša.